# Emmanuel d'Hooghvorst (alchimiste)
Pour les articles homonymes, voir Emmanuel d'Hooghvorst et Hooghvorst.
Le baron Emmanuel d'Hooghvorst, arrière-arrière-petit-fils du général Emmanuel Vanderlinden, baron d'Hooghvorst, de son nom complet Emmanuel van der Linden d'Hooghvorst (1914-1999), est un littérateur, philosophe spagirique et alchimiste belge.

## Biographie

### Enfance et jeunesse
Aîné d'une famille de six enfants, fils de Victor van der Linden d'Hooghvorst (1878-1942) et de Marthe Descantons de Montblanc (1887-1978), Emmanuel d'Hooghvorst naît à Bruxelles le 30 avril 1914.
Il fait ses humanités gréco-latines au collège Cardinal Mercier de Braine-l'Alleud où il se lie d'amitié avec le futur peintre d'origine russe Nicolas de Staël. Il étudie ensuite la philosophie à l'Université catholique de Louvain,.
Nicolas de Staël dit d’Emmanuel d’Hooghvorst qu’il est son meilleur ami. En 1935 Nicolas de Staël et Emmanuel d’Hooghvorst effectuent un voyage de quatre mois en Espagne : « Ils dorment chez l’habitant : Nicolas paie en dessins et Emmanuel en corvées de plonge ».
Il passe ensuite un an au Congo belge, comme prospecteur d'or. Peut-être est-ce là qu'il s'intéresse, sinon à l'alchimie, du moins à la chrysopée.

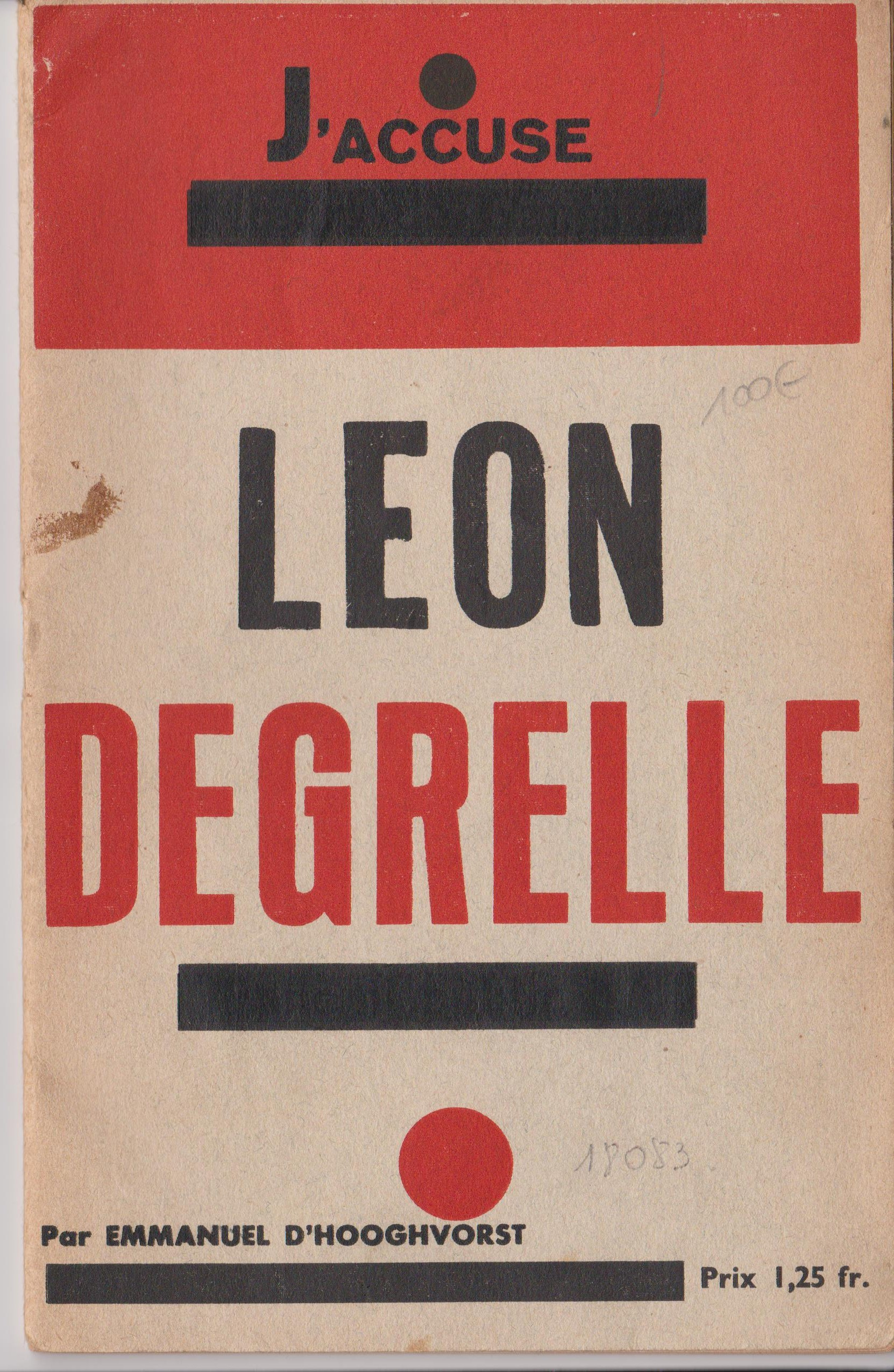
Manifeste contre Léon Degrelle, par E. d'Hooghvorst

En avril 1936, en tant que catholique membre de « l'Action Nouvelle », il publie un violent pamphlet — J'accuse Léon Degrelle — destiné à dévoiler les intentions du rexisme. Il y écrit : « La campagne rexiste est une effroyable exploitation de la crédulité populaire. Il faut pourtant que le public connaisse la véritable personnalité du leader de Rex, ses intentions dernières et les moyens qu'il emploie pour les réaliser,. ».
Pendant la guerre civile d'Espagne, il est correspondant de guerre pour le quotidien belge La Libre Belgique.
En 1939, il épouse la Comtesse Élisabeth de Marnix de Sainte Aldegonde qui lui donne quatre enfants.

### Début des recherches hermétiques
Durant l'occupation allemande, il est emprisonné deux fois par la Gestapo, puis libéré,. C'est alors qu'il commence à se mettre sérieusement à l'étude des textes classiques et spécialement du néoplatonisme et du pythagorisme. Il avouera souvent, plus tard, à ses proches que s'il n'a pas été fusillé, comme beaucoup de ses amis engagés dans la Résistance l'ont été, c'était dû au fait qu'il s'était plongé dans ces études.
En 1949, grâce à une critique de René Guénon, il découvre Le Message retrouvé, œuvre maîtresse du peintre-hermétiste Louis Cattiaux (parue en 1946 à compte d'auteur, avec une préface de Lanza del Vasto). Dans le no 270 des Études Traditionnelles de 1948, Guénon la définit comme un ouvrage d'hermétisme qui « mérite d'être lu et étudié avec soin par tous ceux qui s'intéressent à cet aspect particulier de la tradition ».
Cette découverte le pousse à entrer immédiatement en contact avec Louis Cattiaux en prenant rendez-vous chez ce dernier qui habitait au 3, rue Casimir Périer à Paris, « assis entre sa femme et son chat » comme l'écrit joliment Lanza del Vasto dans ladite préface. Leur premier entretien a failli ne jamais avoir lieu : Emmanuel d'Hooghvorst se présente à l'heure prévue chez Cattiaux qui s'excuse de ne pouvoir le recevoir, car devant se rendre à un prétendu “Conseil d'Administration” ; il lui permettait toutefois d'aller, en attendant son retour, moudre le café près de sa femme Henriette, dans la cuisine. Une fois revenu, Cattiaux lui adresse tout de go : « Vous êtes toujours là, vous ? Vous n'êtes pas trop mal pour un Belge ! » Charles d'Hooghvorst écrit d'ailleurs plus tard de Cattiaux : « Déconcertant, aux réactions imprévisibles, guidées par une logique particulière qui prenait ses visiteurs au dépourvu, il aimait choquer et même scandaliser, mais toujours avec humour »,.
Tel fut le début d'une amitié nourrie par une relation épistolaire intense entre Louis Cattiaux et les deux frères, Emmanuel et Charles d'Hooghvorst. Ils s'écrivent parfois plusieurs lettres par jour. Une bonne partie de ces volumineux échanges écrits sera publiée par Emmanuel d'Hooghvorst en anthologie dans la revue belge Le Fil d'Ariane (cf. infra). Il les classera et les intitulera par thème (non chronologiquement) sous le titre de Florilège Cattésien. Le Professeur espagnol Raimon Arola republiera tout ce Florilège en traduction castillane en 1999 à Tarragone tout d'abord, puis en 2006 sous le titre Florilegio Epistolar, Reflejos de una busqueda alquímica (Florilège épistolaire, reflets d'une quête alchymique). Enfin, ce Florilège sera réédité de nouveau en français en 2006. Dans cette quatrième édition, le Pr Arola précise : « Cette relation cache bien davantage qu'il n'y paraît. On y trouve une histoire insolite et surprenante, comme un miracle survenu au cœur du XXe siècle. » Il évoque encore « une amitié à l'instar de celles contées jadis dans les épopées héroïques et qui furent à l'origine des grands exploits réalisés par les mortels avec l'aide des dieux ».
Quant à Lanza del Vasto, le premier préfacier de l'ouvrage de Cattiaux, s'il reste toujours ami des trois et est reçu tant chez les d'Hooghvorst que chez les Cattiaux, il est plutôt préoccupé d'une mission sociale, ce qui aboutit à la fondation de La Communauté de l'Arche. Cattiaux d'ailleurs, peu avant son décès, finit par écrire à Charles le 9 mars 1953 : « Pour Lanza, vous comprenez à présent le drame ! C'est Emmanuel et vous-même qui avez recueilli Le Message Retrouvé dont il n'a pas voulu, et qui le présentez à sa place car il a craint de ne plus être Maître. » Cela n'empêche  toutefois pas Lanza del Vasto de rester fidèle et de participer à Rhisnes (près de Namur) en 1973, en compagnie d'Emmanuel d'Hooghvorst, à une réunion consacrée au Message Retrouvé chez le Pr S. Feye qui, à l'époque, tente de fonder une communauté basée sur La Communauté de l'Arche.
C'est ainsi, comme l'écrit Didier Kahn, chargé de recherche au CNRS (Université de Paris IV - Sorbonne), qu'à l'instar d'un Fulcanelli et d'un Eugène Canseliet, Cattiaux « donna lui aussi naissance à toute une école autour de ses disciples Charles et Emmanuel d'Hooghvorst ».
Les deux frères décident très tôt de tout mettre en œuvre pour que soit réédité, cette fois avec succès, et en entier, Le Message retrouvé de leur ami. L'ouvrage, en effet, ne comporte, dans sa première édition de 1946, que 12 chapitres, répartis en versets. Or, Cattiaux l'amplifie continuellement jusqu'au Livre (nouvelle dénomination des anciens Chapitres) 40 qu'il laisse inachevé à son décès inattendu.
Cette entreprise éditoriale n'a, comme atout majeur, que la notoriété de Lanza del Vasto qui, du reste, ne cesse d’augmenter. En effet, la fondation à La Borie Noble (département de l’Hérault) de la Communauté de l’Arche, les nombreux voyages et conférences de Lanza dans le monde entier, sa lutte pour la non-violence dans l’esprit de son maître Gandhi, et surtout ses nombreuses publications, assure un certain succès au Message Retrouvé que Lanza préface. Cependant, cette préface, bien que savamment rédigée, est loin d’être l’écrit le plus connu de Lanza del Vasto. Maint disciple de Lanza en ignore l’existence. Quant à l’éloge du Message Retrouvé que René Guénon a publié (cf. supra), il possède un revers à sa médaille : si cela peut augmenter l’audience dans certains milieux (métaphysiciens, occultistes, hermétistes, alchimistes etc.), René Guénon suscite aussi de violentes oppositions et compte de nombreux ennemis dans les cercles tant catholiques qu’ésotériques. La question intéresse Cattiaux qui tente, pendant un long échange épistolaire de trois ans avec René Guénon, de le convaincre de rédiger une Introduction à cette future édition du Message Retrouvé. C’est aussi dans ce courrier qu’on découvre le changement d’optique qui fait finalement d’Emmanuel d’Hooghvorst le présentateur de l’ouvrage : « Quant à savoir si votre nom [de Guénon] me fera du bien ou du tort dans ces milieux, c'est le moindre de mes soucis, croyez bien. Emmanuel d'Hooghvorst a trouvé ici autre chose qui l'a intéressé plus que toutes les loges réunies [...]. » Quoi qu'il en soit, la mort de René Guénon survenue le 7 janvier 1951 met fin au projet.

### Vie d'écrivain et de traducteur
En 1951, Emmanuel d'Hooghvorst écrit son premier article sur Le Message retrouvé, publié à Lausanne dans le no 6 de la Revue suisse Les Cahiers trimestriels Inconnues. Déjà dans le no 5 de cette revue, il a publié l'article intitulé : Essai sur l'Art d'Alchymie. Dès la première page de cet essai, Emmanuel d'Hooghvorst pose, sur les innombrables livres d'alchimie, une question fondamentale : « Nous pouvons nous demander pourtant, en lisant ces livres, si nous avons affaire à des charlatans cachant leur ignorance sous les apparences d'un jargon prétentieux, ou à des Sages cachant jalousement leur savoir sous les épines d'un style obscur dans le but d'éprouver la sagacité et la constance du lecteur. Les deux hypothèses sont vraies ».
En juillet 1953, Louis Cattiaux décède brusquement. Les deux frères redoublent d'efforts dans leur décision éditoriale. Déjà du vivant de leur ami, ils diffusaient parmi leurs proches des fascicules des versets du Message retrouvé, typographiés et multipliés au stencil. « À la disparition de Louis Cattiaux, les d'Hooghvorst tentent, par tous les moyens, de faire paraître l'édition complète du Message retrouvé. Au printemps 1956, après de longues et coûteuses négociations, l'édition intégrale voit le jour »
Dès 1954, Emmanuel d'Hooghvorst publie dans le volume 9 de ladite Revue suisse Inconnues, un article intitulé : Le Message prophétique de Louis Cattiaux.
Parallèlement à cette volonté de diffuser Cattiaux, Emmanuel d'Hooghvorst continue ses études approfondies des traités originaux d'hermétisme et d'alchimie. La plupart de ceux-ci, malgré des exceptions comme la volumineuse production de Paracelse (en haut-moyen allemand pour la plupart de ses traités) et les deux tomes de la Bibliothèque des philosophes chimiques de Nicolas Salmon-Mangin de Richebourg (en français), sont rédigés en grec ou en latin. Conscient que le public des chercheurs est de moins en moins formé à cette lecture cursive, il publie en 1955, dans le no 11 de ladite Revue suisse Inconnues, sa propre traduction française du chapitre IV de l'Hydrolithus Sophicus seu Aquarium Sapientium (La Pierre aqueuse de sagesse ou l'Aquarium des Sages) attribué à Johan Ambrosius Siebmacher, auteur qui vivait à Nuremberg et à Augsbourg au XVIIe siècle. Dans sa Préface, il écrit notamment : « Vouloir parvenir au secret de la Pierre philosophale, sans la bénédiction divine, est une dangereuse folie ; il serait tout aussi vain, d'ailleurs, de chercher à pénétrer les livres des Philosophes hermétiques, les seuls véritables, sans recourir d'abord à la lumière des Écritures saintes dont ils sont, en quelque sorte, l'expérimentation et la confirmation dans la nature physique ». C'est aussi sous son impulsion que l'ouvrage sera publié, en entier cette fois, en 1989, aux Éditions La Table d'Émeraude à Paris, dans la traduction française de Claude Froidebise : « C'est [d'Hooghvorst] qui nous proposa de compléter son travail et qui nous apporta toute son aide et corrigea de nombreux passages trop imprécis en redonnant au texte son sens ».
Désireux d'étudier les Écritures sacrées de toutes les nations, Emmanuel d'Hooghvorst décide de se mettre à l'école d'un rabbin de Paris, Joël Ashkenazi, professeur de Philosophie, afin de connaître l'hébreu et l'araméen; il étudie aussi l'arabe à l'Université Libre de Bruxelles. À son tour, il enseignera gratuitement à des petits groupes d'amis la grammaire d'abord, les textes de la Kabbale hébraïque ensuite (extraits du Zohar d'Ashlag, de la Mishnat Hazohar du Professeur Tishby, du Midrash Rabba, du Midrash Hagadol, du Talmud etc.).
En 1958, il rédige une Introduction à Eugène Philalèthe (alias Thomas Vaughan) pour le Traité du Ciel terrestre que son ami Armand Deruyt vient de traduire pour la Revue Inconnues, faisant en cela œuvre de pionnier. L'ouvrage paraît en deux volets : en 1958 et 1960. Cette Introduction est reprise telle quelle par Clément Rosereau dans son édition des Œuvres Complètes de Thomas Vaughan, quelques jours à peine après le décès d'Emmanuel d'Hooghvorst. Avant d'entamer sa propre préface, Clément Rosereau précise : « C'est lui qui nous a fait découvrir et aimer Thomas Vaughan et qui, par ses conseils éclairés et sa bienveillante patience, nous a guidé et aidé dans ce travail de plusieurs années [...]. Le Baron d'Hooghvorst a su déceler en Eugène Philalèthe un parfum exceptionnel, celui du dernier Adepte qu'aurait connu l'Occident. »
En 1977, la revue Le Fil d'Ariane, Écriture et tradition, traitant de religions et d'hermétisme, est fondée par Jean-Marie d’Ansembourg. Elle accueille régulièrement des articles d'Emmanuel d'Hooghvorst. Il en va de même de la revue espagnole La Puerta, Retorno a las fuentes tradicionales. Emmanuel d'Hooghvorst écrit aussi pour la revue alchimique française La Tourbe des Philosophes (qui a paru de 1977 à 1986).
De 1975 jusqu'à son décès, Emmanuel d'Hooghvorst rédige quantité d'articles et donne parfois des conférences. En 1992, par exemple, il présente Les Cinq Livres ou La Clef du Secret des Secrets de Nicolas Valois dans un style que d'aucuns qualifieront d'« inspiré » et qui, quoi qu'il en soit, change manifestement de ton, passant d'une style académique à un ton résolument plus poétique : « Que ce Saturne te lie au pot si tu as saisi ce mercure qu'on ne lit sans le cuire. Ce texte a deux faces, en effet, dont l'une est bénie ; l'autre n'est qu'un masque où se lit une idole. Si tu lies l'étude à ta tête, ton or se dissipera sans profit : c'est au labeur que tu dois lier ta lecture... » Ce style souvent mystérieux et insolite va se retrouver çà et là dans la plupart de ses commentaires, et culminera dans ses Aphorismes du Nouveau Monde (cf. infra).
Touchant des sujets apparemment disparates comme l’Odyssée d'Homère, l'Énéide ou les Bucoliques de Virgile, les lames du tarot, les Contes de Perrault, la Divine comédie de Dante, Le Roi Midas d'Ovide,et, bien sûr les textes de la Kabbale juive et les écrits alchimiques, il les commente tous, suivant ses propres mots, dans le sens hermétique qui se base sur une expérience unique. Ces articles prennent dès lors place parmi les textes relevant de l'hermétisme occidental.
Son approche nettement « cabalistique » du roman Don Quichotte de Miguel de Cervantes inspire par exemple l'étude cervantiste de Pere Sánchez Ferré, sous-titrée Cábala y alquimia en el Quijote, que son auteur dédie d'ailleurs à Emmanuel d'Hooghvorst.
Quant à son influence sur les études plus particulièrement alchimiques, Raimon Arola la met en relief dès l'introduction de son ouvrage Alquimia y religión : « Tel fut le propos original du Baron d'Hooghvorst, que nous utiliserons comme point de départ de nos réflexions ». Le même auteur citera abondamment les articles d'E. d'Hooghvorst dans son volumineux La Cábala y la alquimia. Dans ses Trece Fábulas alquímicas, Luisa Vert lui rend hommage à son tour : « Emmanuel van der Linden d'Hooghvorst (1914-1999) fut un connaisseur profond de la spiritualité occidentale, qui consacra bon nombre de ses essais à l'art de l'alchimie. Ce sont sans aucun doute ses écrits qui ont éveillé mon intérêt pour cette discipline passionnante ». En 2018, dans sa thèse de doctorat intitulée Mágica Belleza, l'historien de l'art Roger Ferrer Ventosa écrit : « Sur cette idée [la corporification de l'esprit], l'amoureux de l'alchimie d'Hooghvorst fait remarquer : “Donner corps et mesure à l'immensité, c'est le mystère de l'Art pur” ».

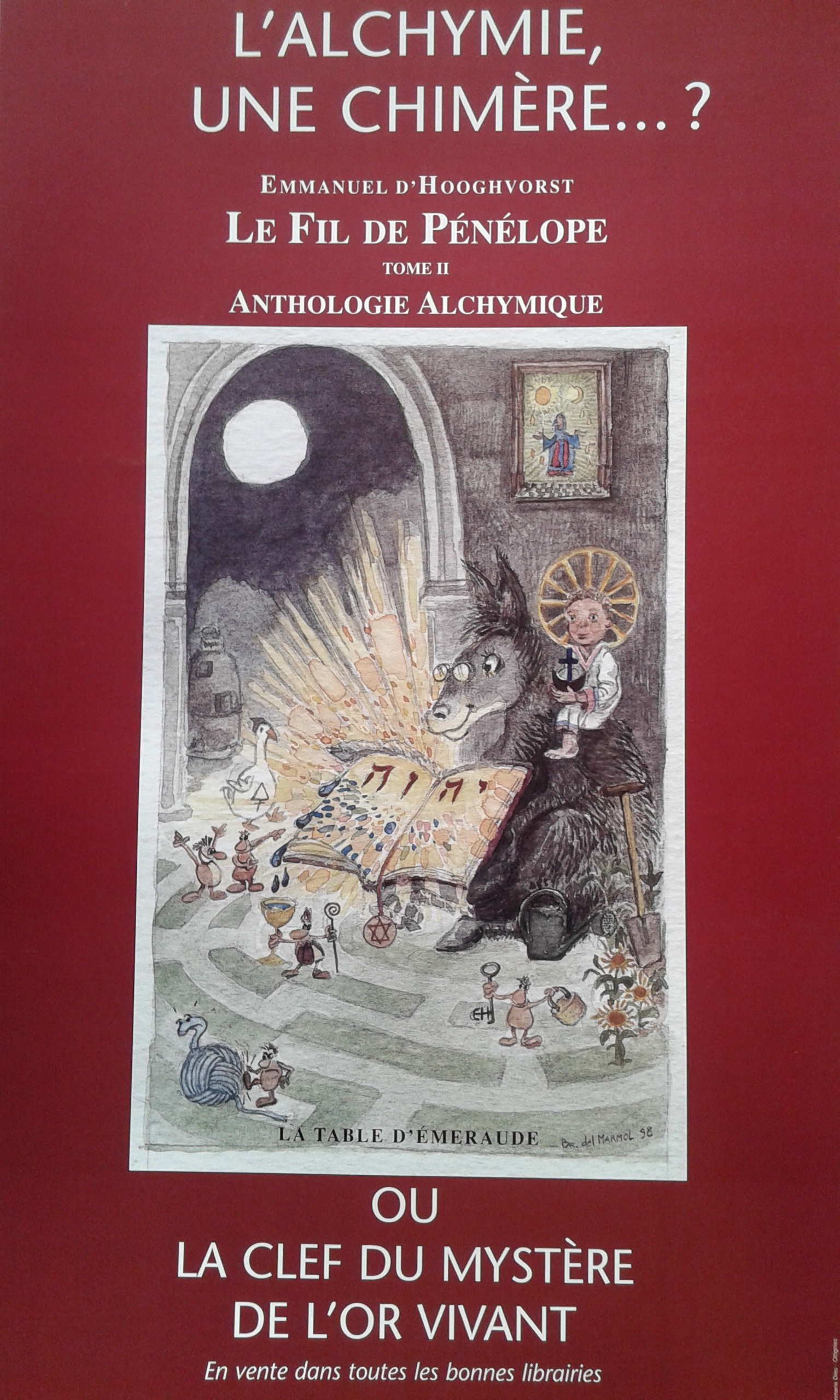
Affiche annonçant en 1998 la parution du Fil de Pénélope, tome II.

De manière générale, l'influence exercée par ces articles est telle qu'au sujet des « vérités d’ordre physique et métaphysique », le philosophe Mohammed Taleb dira : « Ces vérités seront perçues tout au long des siècles, de Plutarque (42-120) à Clément d’Alexandrie (150-220), de Michel Psellos (1018-1078) à Emmanuel d’Hooghvorst (1904-1999) ».
« Telle a été la quête patiente du Baron d'Hooghvorst, savant érudit en Lettres Anciennes, scrutant les mots des Écritures Saintes et Sages comme autant de coffrets scellés. En a-t-il retrouvé le secret magique qui dévoile le secret de l'Homme enseveli ? Car c'est bien du mystère de la Nature et de l'Homme qu'il s'agit concrètement, et non d'une érudition extérieure et spéculative. »
Emmanuel d'Hooghvorst était aussi en contact épistolaire avec des personnalités comme Henry Corbin, Roch Boulvin, Lanza del Vasto, José Gifreda, Georges Finet, Pere Ribot i Sunyer, Jean Mallinger, Gustave Lambert Brahy, Émile Dantinne, Marcel De Corte, Alexander von Bernus, Serge Mayassis, etc. Dans une lettre adressée à Bernard Chauvière, disciple et ami d'Eugène Canseliet, il écrit : « Oui, Canseliet avait raison de nous dire que le besoin impérieux d'œuvrer était une sorte de grâce [...]. Pour ma part, je dois encore vous avouer avoir été mis sur la voie de la Vérité par mon ami Louis Cattiaux ».
Juste après avoir livré le manuscrit de sa dernière œuvre, sous forme de sentences poétiques, intitulées Les Aphorismes du Nouveau Monde, Emmanuel d'Hooghvorst meurt à Bruxelles le 17 mai 1999, à l'âge de 85 ans.

## Publications
- 1951 : « Essai sur l'art d'alchymie », in Inconnues, vol. 5, Lausanne.
- 1956 : « Présentation au lecteur », in Le Message Retrouvé de Louis Cattiaux, Denoël. Très nombreuses rééditions et traductions (plus de 20) en anglais (The Message Rediscoverd, Beya 2005), portugais (A Mensagem Reencontrada, Madras, São Paulo 2005 ; Espiral Editora, Lisboa, 2018), italien (Il Messaggio Ritrovato, Mediterranee, Roma 2002), espagnol (El Mensaje Reencontrado, Sirio, Malaga 1987), catalan (El Missatge Retrobat, Arola Editors, Tarragona 2016), allemand (Die Wiedergefundene Botschaft, Herder. Basel 2010), etc.
- 1983 : Réflexions sur l’or des alchimistes, Revue Question De, no 51, janvier-février-mars 1983[49]
- 1996 : « Chromis et Mnasylus in antro... (II) » (scripsit Emmanuel d'Hooghvorst, in Latinum vertit Stephanus Feye, in Melissa, no 71, anno 1996, p. 10-12.
- 1996 : Le Fil de Pénélope, tome I. La Table d'Émeraude, Paris.
- 1996-1997 : « Le roi Midas (un conte alchimique) », in Le Fil d'Ariane, no 59-60, anno 1996-1997.
- 1998 : Le Fil de Pénélope, tome II. La Table d'Émeraude, Paris.
- 1999 : « Le roi Midas (un conte alchimique) », in : Ces hommes qui ont fait l'alchimie du XXe siècle, Grenoble, 1999, p. 19-27 (orné d'illustrations par Bruno del Marmol, 1996).
- 2000 : « Présentation », dans Thomas Vaughan, Œuvres complètes, traduites par Clément Rosereau, Paris, La Table d'Émeraude, 2000.
- 2000 : El Hilo de Penelope, tome I. Arola Editors, Tarragona.
- 2006 : El Hilo de Penelope, tome II, Arola Editors, Tarragona.
- 2008 : Les Aphorismes du Nouveau Monde et Le Roi Midas, Le Miroir d'Isis  (ISBN 978-2-917485-01-9).
- 2009 : Le Fil de Pénélope, tome I, réédition augmentée et corrigée. Éditions Beya.  (ISBN 978-2-9600575-3-9).
- 2019 : Le Fil de Pénélope, tome II, réédition augmentée et corrigée. Éditions Beya.  (ISBN 978-2-930729-11-4).

## Articles
Les articles ont été rassemblés pour la première fois en 1996 sous le titre Le Fil de Pénélope, tome I, paru aux éditions La Table d’Émeraude, Paris. Le tome II, est, lui, publié en 1998. En 2009, une réédition posthume augmentée du Fil de Pénélope, tome I, paraît aux Éditions Beya; en 2019, une réédition augmentée du tome II. Différentes traductions des deux tomes sont publiées dès 1999, en catalan et en espagnol.